# Маэнах мак Фингин

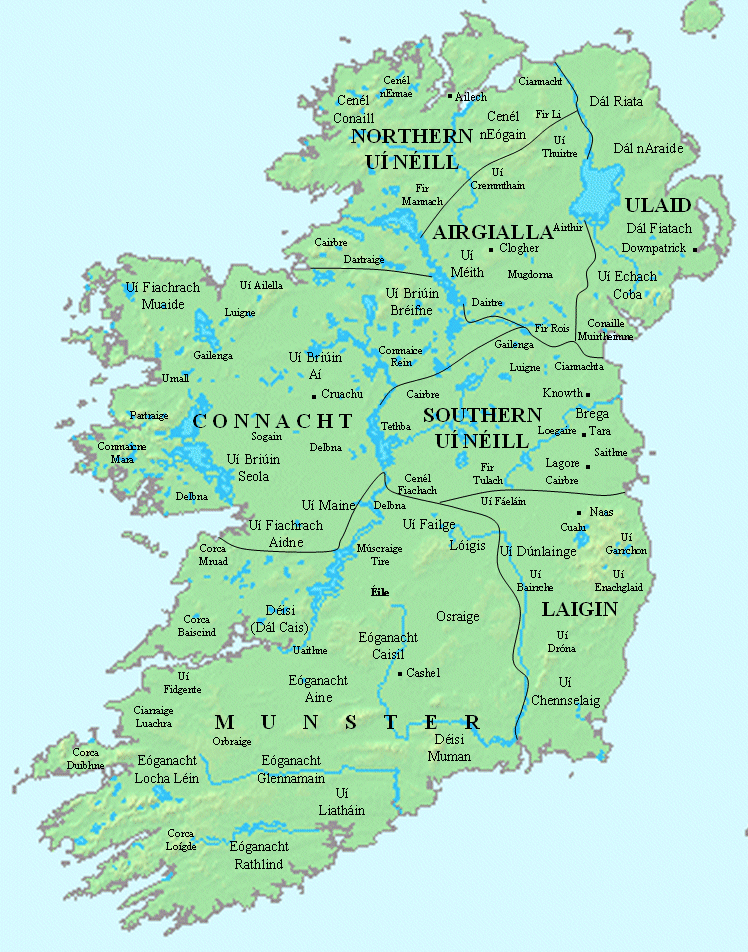
Ирландия в Раннее Средневековье

Маэнах мак Фингин (Моэнах; др.‑ирл. Máenach mac Fíngin; умер в 662) — король Мунстера (641—662) из рода Кашелских Эоганахтов.

## Биография
Маэнах был одним из сыновей Фингена мак Аэдо Дуйба, правившего Мунстером в 603—619 годах. Его матерью была Мор Муман (Мор Мунстерская; скончалась в 632 году), дочь правителя Иармуму (Западного Мунстера) Аэда Беннана из рода Лох-Лейнских Эоганахтов. Владения семьи Маэнаха находились вблизи Кашела.
В 641 году Маэнах мак Фингин взошёл на престол Мунстера, став преемником скончавшегося короля Куана мак Амалгадо из Эоганахтов из Айне. В «Мунстерской книге» сообщается о том, что и брат Маэнаха владел королевским титулом, но в других средневековых исторических источниках подтверждения этому отсутствуют.
Хотя правление Маэнаха продолжалось более двадцати лет, о происходивших тогда в Мунстере событиях в ирландских анналах почти не упоминается. В этих исторических источниках сообщается только о войне между мунстерскими Эоганахтами, известной как «распря сыновей Катала мак Аэдо с сыновьями Аэда Беннана». По свидетельству ирландской саги «Мор Муман и жестокая смерть Куану мак Айлхина» (др.‑ирл. Mór Muman 7 Aided Cuanach meic Ailchine), начало этого конфликта относится ко времени Катала мак Аэдо из Глендамнахских (Глендамайнских) Эоганахтов, правившего Мунстером в 619/621—625/628 годах. Тогда сторонником короля Куаном мак Айлхине из племени Фир Майге Фене была похищена Руитхерн, сестра Мор Муман, бывшая замужем за поднявшим мятеж Лонаном мак Финдигом. Король Катал мак Аэдо и его сыновья поддержали действия Куана мак Айлхине, в то время как сыновья Аэда Беннана встали на сторону Лонана. Это привело к войне между представителями глендамнахской и лох-лейнской ветвей рода Эоганахтов, продолжавшейся, по крайней мере, до середины 640-х годов. В анналах сообщается, что в период между 640 по 645 годом произошло сражение при Кенн Кон между войсками двух враждовавших сторон. Войском Глендамнахских Эоганахтов командовал Энгус Лиат (брат короля Катала), войском Лох-Лейнских Эоганахтов — Маэл Дуйн мак Аэдо Беннан. С обеих сторон погибло множество воинов, но в результате победу одержали Глендамнахские Эоганахты, и Маэл Дуйн был вынужден спасаться бегством с поля боя. Тем же временем в анналах датирована и смерть Куану мак Кайлхина, которого отождествляют с похитителем принцессы Руитхерн В саге повествуется, что Куан погиб в поединке с Лонаном мак Финдигом, но и его победитель скончался тут же на поле боя от полученных ран.
Король Маэнах мак Фингин скончался в 662 году. Его преемником на мунстерском престоле был Катал Ку-кен-матайр из Глендамнахских Эоганахтов.
Известно, что у Маэнаха мак Фингина был сын Айлиль и внук Кормак мак Айлелло, также как и его дед бывший королём Мунстера.